# Nadleśnictwo Bielsko

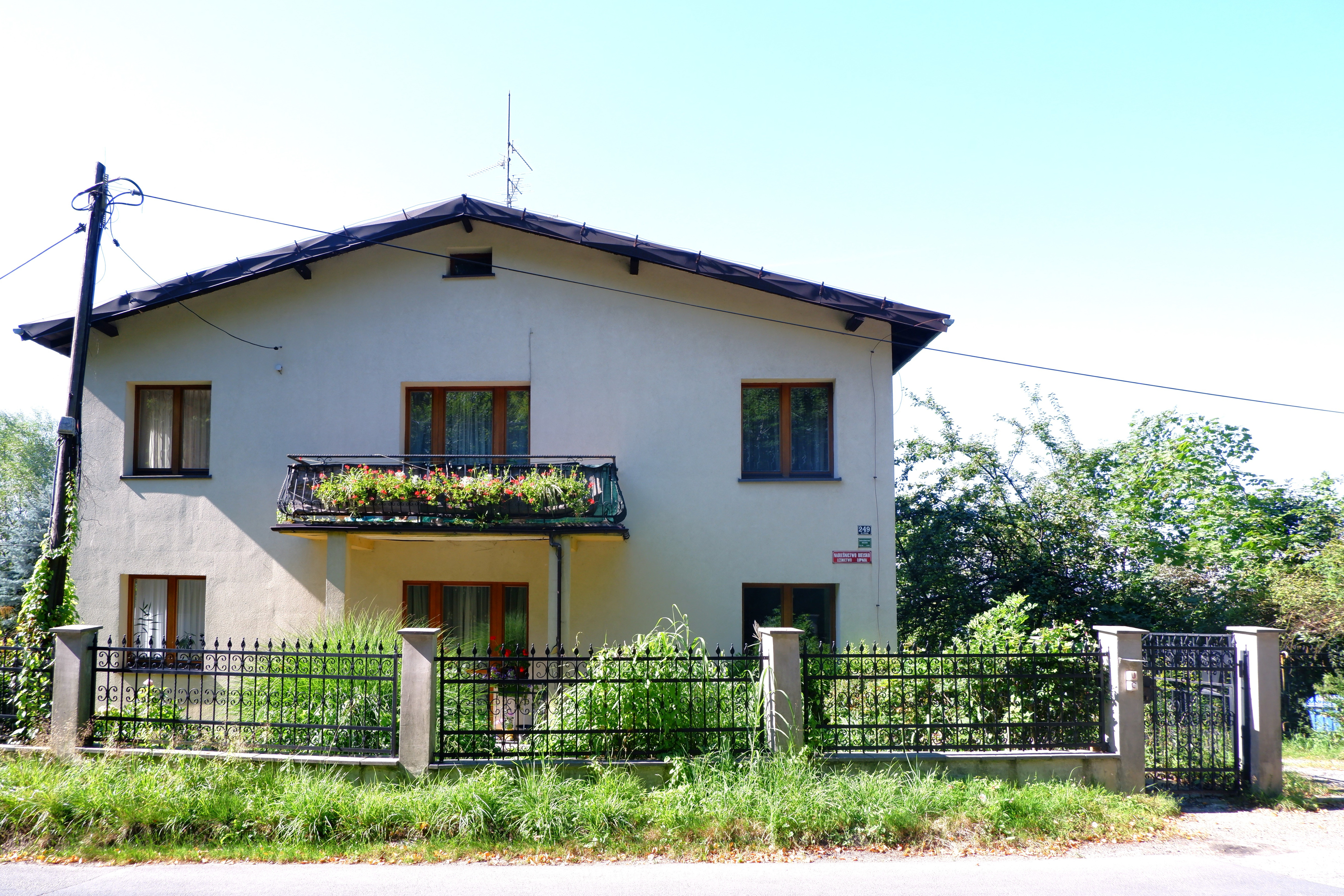
Leśnictwo Lipnik

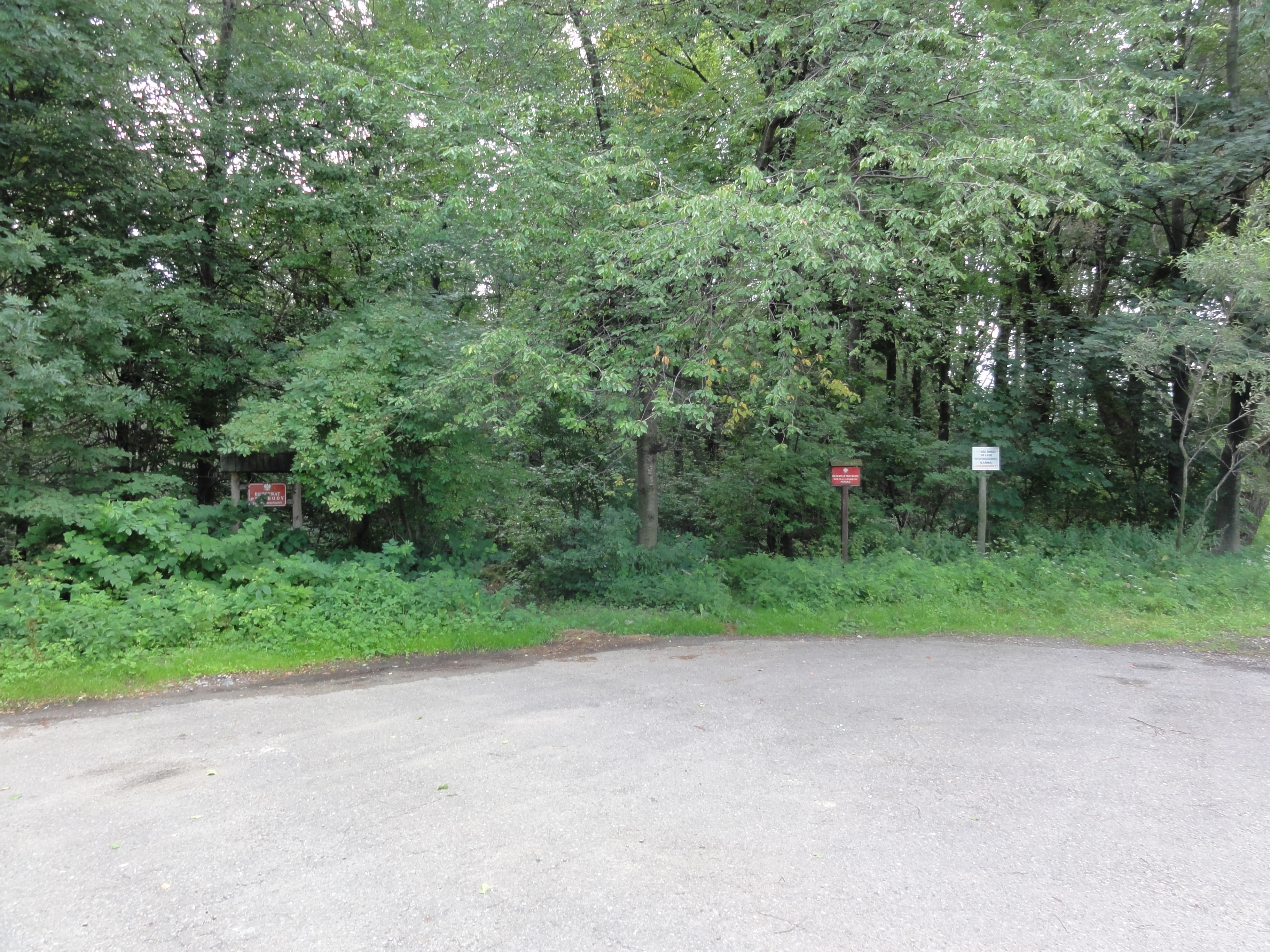
Dolina Łańskiego Potoku

Nadleśnictwo Bielsko – jednostka organizacyjna Lasów Państwowych, podległa Regionalnej Dyrekcji Lasów Państwowych w Katowicach. Utworzona została 1 stycznia 1974 r. poprzez połączenie nadleśnictw Szczyrk i Wapienica oraz leśnictwa Chybie. Jego powierzchnia wynosi 10 224,69 ha, z czego lasy stanowią 9 684,80 ha. Siedzibą nadleśnictwa jest miasto Bielsko-Biała.
Nadleśnictwo Bielsko położone jest na obszarze dwóch krain przyrodniczo-leśnych: Karpackiej (Dzielnica Beskidu Śląskiego oraz Dzielnica Beskidu Małego i Średniego) i Śląskiej (Dzielnica Kędzierzyńsko-Rybnicka).
Od 1995 r. Nadleśnictwo Bielsko, wraz z Ustroń, Wisła i Węgierska Górka wchodzi w skład Leśnego Kompleksu Promocyjnego "Lasy Beskidu Śląskiego".
Dominującymi gatunkami drzew w lasach nadleśnictwa są świerki (47%) i buki (21,5%). Powierzchniowy udział panujących gatunków drzew: świerk 47,5%, buk 21,5%,  brzoza 9,1%, sosna 8,8%, dąb 4,7%, modrzew 2,8%, inne 5,6%.
W skład Nadleśnictwa Bielsko wchodzi 11 leśnictw w dwóch obrębach:
- obręb Szczyrk:
  - leśnictwo Biła
  - leśnictwo Bystra
  - leśnictwo Lipnik
  - leśnictwo Salmopol
  - leśnictwo Skalite
  - leśnictwo Straconka
- obręb Wapienica:
  - leśnictwo Grodziec
  - leśnictwo Jaworze
  - leśnictwo Kamienica
  - leśnictwo Wielka Łąka
  - leśnictwo Zabrzeg

Na terenie nadleśnictwa znajdują się:
- dwa parki kajobrazowe:
  - Park Krajobrazowy Beskidu Małego
  - Park Krajobrazowy Beskidu Śląskiego
- cztery rezerwaty przyrody: 
  - rezerwat przyrody Dolina Łańskiego Potoku (leśny)
  - rezerwat przyrody Jaworzyna (leśny)
  - rezerwat przyrody Rotuz (torfowiskowy)
  - rezerwat przyrody Stok Szyndzielni (leśny)

Ponadto w jego obrębie chronionych jest ponad sto drzew i grup drzew będących pomnikami przyrody.
W leśnictwie Biła, na stokach Klimczoka, rośnie grupa drzew przekraczających 45 metrów wysokości, wśród których kilka przekracza 53 m, a jedna daglezja zielona na początku 2018 roku osiągała ok. 57 metrów (dokładny wynik zależy od sposobu pomiaru), a jej wiek był szacowany na 115 lat.